# Spilichneumon pygmaeus
Spilichneumon pygmaeus là một loài tò vò trong họ Ichneumonidae.